# 20 октября
20 октября — 293-й день года (294-й в високосные годы) по григорианскому календарю.
До конца года остаётся 72 дня.
До 15 октября 1582 года — 20 октября по юлианскому календарю, с 15 октября 1582 года — 20 октября по григорианскому календарю.
В XX и XXI веках соответствует 7 октября по юлианскому календарю.

## Праздники и памятные дни

### Международные
- ООН — Всемирный день статистики (отмечается с 2010 года один раз в 5 лет).

### Национальные
- Россия — День военного связиста.

### Религиозные
Православие
 — Память мучеников Сергия и Вакха (290—303 годы);
 — память святителя Ионы, епископа Ханькоуского (1925 год);
 — память преподобного Сергия Послушливого, Печерского, в Ближних пещерах (около XIII века);
 — память преподобного Сергия Нуромского (Вологодского) (1412 год);
 — воспоминание обретения мощей преподобного Мартиниана Белозерского (1513 год);
 — память мучеников Иулиана пресвитера и Кесария диакона (I век);
 — память мученицы Пелагии Тарсийской (290 год);
 — память мученика Полихрония пресвитера (IV век);
 — память священномученика Николая Казанского, пресвитера (1942 год);
 — празднование Псково-Печерской иконы Божьей Матери, именуемой «Умиление» (1524 год).
 Католицизм
 — Память преподобного Венделина, игумена (617 год);
 — память Остреберты Павийской. Перенесение мощей (IX век);
 — память святителя Виталия, епископа Зальцбургского (около 730 года).

## События

### До XIX века
- 1341 — с именем Сергий пострижен в монахи Варфоломей.
- 1517 — португальский дворянин Фернан Магеллан прибыл в Севилью на службу испанской короне.
- 1671 — всем холостякам в Новой Франции (Северная Америка) велено жениться только на девушках из Франции.
- 1714 — Пётр I издал Указ о запрещении каменного строительства по всей России, кроме Санкт-Петербурга[4].
- 1774 — Американский Континентальный Конгресс наложил экономическое эмбарго на торговлю с Британией.

### XIX век
- 1803 — сенат США ратифицировал покупку Французской Луизианы.
- 1806 — в Тунисском проливе затонуло судно HMS Athenienne[англ.]; погибло 347 человек[5].
- 1812 — второе сражение под Полоцком.
- 1818 — Британия и Америка установили границу по 49-й параллели между Канадой и США.
- 1822
  - в Вероне начал работу последний дипломатический конгресс Священного союза[6].
  - в Англии вышел первый номер газеты The Sunday Times.
- 1827 — состоялось Наваринское морское сражение.
- 1852 — из Кронштадта отправился в кругосветное плавание фрегат «Паллада» под командованием адмирала Е. В. Путятина, секретарём которого на время плавания стал писатель И. А. Гончаров.
- 1857 — Александр II утвердил макет первых российских марок.
- 1865 — местом нахождения правительства Канады утверждена Оттава.
- 1868 — в Киеве создан первый на Украине частный коммерческий банк.
- 1880 — открылся Московский цирк на Цветном бульваре, один из старейших цирков России.
- 1891 — принята Эрфуртская программа, определившая основные принципы европейской социал-демократии.

### XX век
- 1911
  - Состоялось первое собрание объединения «Цех поэтов», позже создавшего поэтическое направление акмеизм.
  - Экспедиция Руаля Амундсена отправилась к Южному полюсу.
- 1914 — образовано АО «Русский Рено», владевшее в Санкт-Петербурге заводом по сборке французских авиадвигателей (ныне АО «ОДК-Климов»).
- 1916 — в Севастополе взорвался линкор «Императрица Мария», сотни погибших.
- 1920
  - Авиастроительная компания Aeronautical Corporation Of America провела первый испытательный полёт своего первого самолёта Aeronca C-2.
  - Избиратели Британской Колумбии (Канада) проголосовали против введения «сухого закона».
- 1923 — бизнесмен Лео Декерс провозгласил независимую республику Лотарингия.
- 1929
  - Первый полёт 12-моторной летающей лодки «Дорнье-Х» со 169 пассажирами на борту.
  - ЦК ВКП(б) официально провозгласил сплошную коллективизацию.
- 1930 — образована Хакасская автономная область.
- 1932 — газета «Правда» впервые опубликовала лозунг «„Динамо“ — это сила в движении».
- 1941 — нацистами создано гетто в Пружанах.
- 1944 — советская армия и югославские партизаны освободили Белград.
- 1945 — впервые женщинам Франции предоставлено избирательное право.
- 1947
  - В подмосковном Жуковском при Лётно-исследовательском институте открылась школа лётчиков-испытателей. «Крёстным отцом» школы был Михаил Громов, а её первым начальником стал генерал-майор авиации Михаил Котельников.
  - Комиссия по расследованию антиамериканской деятельности начала слушания по проникновению коммунистов в Голливуд.
  - Состоялся первый полёт лёгкого многоцелевого самолёта Як-12 (лётчик-испытатель — Ф. Л. Абрамов).
  - Утвержден нынешний флаг ООН.
- 1948 — принято Постановление СМ СССР и ЦК ВКП(б) «О плане полезащитных лесонасаждений, внедрения травопольных севооборотов, строительства прудов и водоёмов для обеспечения высоких и устойчивых урожаев в степных и лесостепных районах европейской части СССР» (см. Сталинский план преобразования природы).
- 1951 — рижскому заводу «Radiotehnika» присвоено имя А. С. Попова.
- 1953
  - В Садбери (провинция Онтарио) открылась первая в Канаде частная телевизионная станция.
  - В США опубликован роман-антиутопия Рэя Брэдбери «451 градус по Фаренгейту».
- 1955 — публикация книги «Возвращение короля», последней части «Властелина колец».
- 1956 — указ Президиума Верховного Совета СССР учредил медаль «За освоение целинных земель».
- 1958 — военный переворот в Таиланде.
- 1959 — первый полёт турбовинтового самолёта для авиалиний малой протяжённости Ан-24.
- 1960 — в лондонском суде открылся процесс по делу запрещённого в течение 30 лет романа «Любовник леди Чаттерлей» Дэвида Лоуренса.
- 1962 — принят в эксплуатацию реактивный самолёт Ту-124.
- 1963 — Франция провела подземные ядерные испытания.
- 1964 — The Rolling Stones дали первый концерт в Париже. В результате возникших беспорядков было арестовано 150 человек.
- 1965 — массовые аресты коммунистов в Индонезии.
- 1968
  - Бывшая первая леди США Жаклин Кеннеди вышла замуж за греческого олигарха Аристотеля Онассиса.
  - На Олимпийских играх в Мехико победу в прыжках в высоту с результатом 224 см одержал американец Дик Фосбери, придумавший оригинальный способ преодоления планки — спиной к ней (фосбери-флоп). Новый стиль быстро завоевал популярность во всём мире.
- 1970 — в СССР состоялся первый розыгрыш «Спортлото».
- 1973 — королева Великобритании Елизавета II открыла здание Сиднейской оперы.
- 1979 — сингл Video Killed the Radio Star британской группы The Buggles возглавил UK Singles Chart; менее чем через два года клип, снятый на эту песню, станет первым, вышедшим в эфир канала MTV.
- 1980  — основан Калининский район города Новосибирска.
- 1982 — давка в «Лужниках» на футбольном матче, не менее 66 погибших[7].
- 1986 — авиакатастрофа Ту-134А в Куйбышеве. Командир экипажа поспорил, что сможет посадить самолёт вслепую, пользуясь только приборами. Погибло 70 из 94 человек.
- 1987 — истребитель ВВС США рухнул на отель, около Индианаполиса, штат Индиана, погибло 10 человек.
- 1988
  - Андрей Сахаров избран в состав президиума Академии наук СССР.
  - Отменено постановление оргбюро ЦК ВКП(б) «О журналах „Звезда“ и „Ленинград“» 1946 года.
- 1991 — Борис Ельцин объявил о передаче функций министерства иностранных дел СССР российскому министерству.
- 1992 — первый полёт самолёта общего назначения «Як-112», В. А. Якимов.
- 1993
  - В Лондонском зоопарке скончалась кинозвезда — паучиха Белинда, снимавшаяся в фильмах о Джеймсе Бонде и Индиане Джонсе.
  - Правительство Нидерландов решило запретить продажу марихуаны и гашиша иностранным туристам. Местных граждан это ограничение не коснулось.
- 1994 — в Москве учреждён Конгресс русских общин.
- 1997 — компания Microsoft обвинена в нарушении антитрастового законодательства США.
- 1998 — открыт информационный интернет-сервер «Кирилл и Мефодий».

### XXI век
- 2002 — премьера возрожденной британской телепередачи Top Gear.
- 2014 — катастрофа Falcon 50 в аэропорту Внуково, 4 погибших, включая Кристофа де Маржери.

## Родились

### До XIX века
- 1616 — Томас Бартолин (ум. 1680), датский анатом, открывший лимфатическую систему человека.
- 1677 — Станислав I Лещинский (ум. 1766), польский король и великий князь литовский (1704—1711 и 1733—1734), последний герцог Лотарингии (1737—1766).
- 1738 — Матвей Казаков (ум. 1812), русский архитектор.
- 1780 — Полина Бонапарт (ум. 1825), средняя из трёх сестёр французского императора Наполеона I.

### XIX век
- 1802 — Эрнст Вильгельм Генгстенберг (ум. 1869), немецкий лютеранский богослов, профессор Берлинского университета.
- 1819 — Баб (при рожд. Сейид Али Мухаммад Ширази; ум. 1850), основоположник движения бабидов; день его рождения — праздник для последователей веры Бахаи.
- 1821 — Мишель Карре (отец) (ум. 1872), французский драматург и либреттист.
- 1824 — Александр Дружинин (ум. 1864), русский писатель, литературный критик, переводчик.
- 1839 — Флорентий Павленков (ум. 1900), русский книгоиздатель и просветитель.
- 1847 — Фриц Таулов (ум. 1900), норвежский художник-пейзажист.
- 1854 — Артюр Рембо (ум. 1891), французский поэт, один из основоположников символизма.
- 1882 — Бела Лугоши (при рожд. Бела Ференц Дежё Блашко; ум. 1956), американский актёр венгерского происхождения.
- 1890 — Джелли Ролл Мортон (ум. 1941), американский джазовый пианист, певец, руководитель оркестра.
- 1891 — Джеймс Чедвик (ум. 1974), английский физик, лауреат Нобелевской премии (1935).
- 1892 — Бренсон Деку (ум. 1941), американский фотограф и путешественник.
- 1893 — Чарли Чейз (при рожд. Чарльз Джозеф Пэрротт; ум. 1940), американский актёр-комик, сценарист и кинорежиссёр.

### XX век
- 1907 — Александр Апситис (ум. 1988), латвийский и советский радиотехник, основатель и директор завода Radiotehnika RRR.
- 1917 — Жан-Пьер Мельвиль (ум. 1973), французский кинорежиссёр и сценарист.
- 1919 — Мустай Карим (наст. имя Мустафа Сафич Каримов; ум. 2005), башкирский советский поэт, писатель, драматург, народный поэт Башкирии (1963).
- 1919 — Авенир Зак (ум. 1974), советский киносценарист и драматург.
- 1920 — Султан Амет-Хан (ум. 1971), советский военный лётчик, заслуженный лётчик-испытатель СССР. Дважды Герой Советского Союза.
- 1921 — Людмила Макарова (ум. 2014), актриса театра и кино, народная артистка СССР.
- 1925 — Арт Бухвальд (ум. 2007), американский журналист и писатель-сатирик, лауреат Пулитцеровской премии (1982).
- 1926 — Владимир Туманов (ум. 2011), 2-й Председатель Конституционного суда РФ (1995—1997).
- 1927 — Игорь Горбачёв (ум. 2003), актёр театра и кино, театральный режиссёр, педагог, народный артист СССР.
- 1934 — Эдди Харрис (ум. 1996), американский джазовый музыкант-мультиинструменталист.
- 1935
  - Анатолий Васильев (ум. 2017), советский и российский гитарист и аранжировщик, основатель ВИА «Поющие гитары».
  - Еремей Парнов (ум. 2009), советский и российский писатель-фантаст.
- 1937 — Владимир Кузьмин, советский и российский инженер, авиаконструктор, гендиректор МАПО «МиГ» (1991—1999).
- 1940 — Виктор Баранников (ум. 1995), генерал армии, последний министр внутренних дел СССР (в 1991).
- 1942 — Эдуард Винокуров (ум. 2010), советский фехтовальщик, двукратный олимпийский чемпион, 6-кратный чемпион мира.
- 1946
  - Эльфрида Елинек, австрийская писательница, лауреат Нобелевской премии по литературе (2004).
  - Иван Рыбкин, российский политик, председатель Госдумы 1-го созыва (1994—1996).
- 1947 — Анджела Брамбати, итальянская певица, участница поп-группы Ricchi e Poveri.
- 1948 — Андрей Сурайкин (ум. 1996), советский фигурист (парное катание), серебряный призёр Олимпийских игр (1972).
- 1949
  - Николай Бордюжа, российский военный и государственный деятель, генеральный секретарь ОДКБ (2003—2017).
  - Валерий Борзов, советский легкоатлет-спринтер, двукратный олимпийский чемпион (1972), многократный чемпион Европы, вице-президент и член исполкома НОК Украины.
- 1950 — Том Петти (ум. 2017), американский рок-певец, гитарист, композитор.
- 1958
  - Марк Кинг, английский музыкант, вокалист и бас-гитарист группы Level 42.
  - Вигго Мортенсен, датско-американский актёр, писатель, фотограф и художник.
- 1960 — Павел Грудинин, российский политик и предприниматель.
- 1961 — Иан Раш, валлийский футболист один из лучших бомбардиров английского футбола 1980-х — 1990-х гг.
- 1963
  - Юрий Лянкэ, молдавский политик и государственный деятель, премьер-министр Молдавии (2013—2015).
  - Владимир Соловьёв, российский журналист, публицист, телеведущий.
- 1964 — Камала Харрис, американская юристка и политик, 49-й вице-президент США (с 2021).
- 1971 
  - Snoop Dogg (наст. имя Келвин Кордозар Бродус-младший), американский рэп-исполнитель, киноактёр, продюсер.
  - Данни Миноуг, австралийская певица, актриса театра и кино, автор песен, модельер, телеведущая, фотомодель.
- 1972 — Дмитрий Аленичев, советский и российский футболист и футбольный тренер.
- 1979 — Джон Красински, американский актёр, кинорежиссёр и сценарист, наиболее известный по роли Джима Халперта в сериале «Офис».
- 1982 — Кэти Фезерстон, американская актриса.
- 1983
  - Алона Таль, израильская актриса.
  - Штефан Хокке, немецкий прыгун с трамплина, олимпийский чемпион (2002).
- 1988
  - Ма Лун, китайский игрок в настольный теннис, пятикратный олимпийский чемпион.
  - Риса Ниигаки, японская актриса и певица, участница джей-поп-группы Morning Musume.
  - Кэндис Свейнпол, южноафриканская супермодель.
- 1993 — София Никитчук, фотомодель, актриса, Мисс Россия 2015 и 1-я вице-мисс Мира 2015.
- 1997 — Андрей Рублёв, российский теннисист, олимпийский чемпион в миксте (2020).

## Скончались

### До XIX века
- 460 — Евдокия (р. ок. 401), супруга византийского императора Феодосия II, поэтесса, православная благоверная святая.
- 1538 — Франческо Мария I делла Ровере (р. 1490), итальянский полководец, 4-й герцог Урбино, участник Итальянских войн.
- 1631 — Михаэль Мёстлин (р. 1550), немецкий астроном и математик, наставник И. Кеплера.

### XIX век

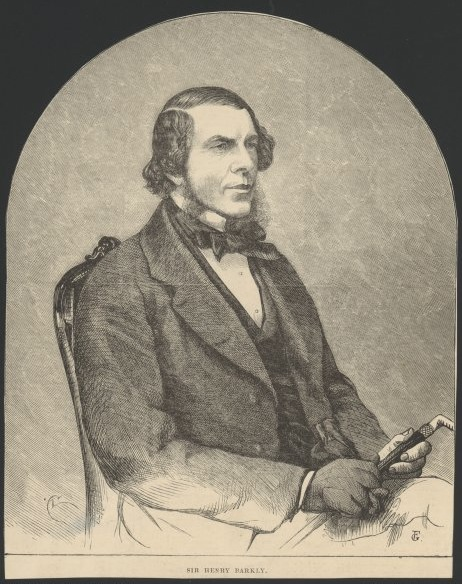
Генри Баркли

- 1821 — Феликс де Асара (р. 1742), испанский географ, путешественник и естествоиспытатель.
- 1880 — Лидия Мария Чайлд (р. 1802), американская писательница и журналистка, борец за права женщин и индейцев.
- 1890 — сэр Ричард Фрэнсис Бёртон (р. 1821), английский путешественник, писатель, этнограф и лингвист, исследователь Африки, первооткрыватель Танганьики.
- 1896 — Франсуа Феликс Тиссеран (р. 1845), французский астроном, член Парижской академии наук.
- 1898 — сэр Генри Баркли (р. 1815), британский политик, колониальный губернатор.

### XX век
- 1906 — Иван Захарьин (р. 1839), русский писатель-прозаик, поэт, драматург, очеркист.
- 1932 — Джованни Баттиста Пирелли (р. 1848), итальянский инженер, политик, предприниматель, основатель концерна Pirelli.
- 1935 — Артур Хендерсон (р. 1863), английский политик, лауреат Нобелевской премии мира (1934).
- 1944 — погиб Александр Карпов (р. 1917), советский лётчик-истребитель, дважды Герой Советского Союза.
- 1945 — Варвара Массалитинова (р. 1878), актриса театра и кино, народная артистка РСФСР.
- 1952 — Георгий Ряжский (р. 1895), советский живописец, педагог, действительный член Академии художеств СССР.
- 1953 — Гарри Камерон (р. 1890), канадский хоккеист, обладатель Кубка Стэнли.
- 1956 — Лоуренс Белл (р. 1894), американский авиаконструктор, создатель первого в мире сверхзвукового самолёта.
- 1959 — Вернер Краус (р. 1884), немецкий актёр театра и кино.
- 1964 — Герберт Гувер (р. 1874), 31-й президент США (1929—1933).
- 1977 — Михаил Садовский (р. 1909), актёр театра и кино, заслуженный артист РСФСР.
- 1978 — Гуннар Нильссон (р. 1948), шведский автогонщик, участник чемпионата «Формула-1».
- 1984
  - Поль Адриен Морис Дирак (р. 1902), швейцарско-британский физик, один из создателей квантовой механики, лауреат Нобелевской премии (1933).
  - Вадим Кожевников (р. 1909), русский советский писатель, журналист, военный корреспондент.
- 1987 — Андрей Колмогоров (р. 1903), советский математик, академик АН СССР.
- 1994
  - Сергей Бондарчук (р. 1920), актёр, кинорежиссёр, сценарист, народный артист СССР.
  - Берт Ланкастер (р. 1913), американский актёр и продюсер, лауреат премий «Оскар», «Золотой глобус».
- 1996 — Юрий Непринцев (р. 1909), советский и российский живописец, график, педагог, член Академии художеств СССР.
- 2000 — Борис Зайденберг (р. 1929), советский и украинский актёр театра и кино, заслуженный артист РСФСР.

### XXI век
- 2001
  - Филипп Агостини (р. 1910), французский кинооператор, кинорежиссёр и сценарист.
  - Павел Бунич (р. 1929), советский и российский экономист, депутат Госдумы РФ.
- 2002 — Бернар Фрессон (р. 1931), французский актёр кино и телевидения.
- 2004 — Энтони Хект (р. 1923), американский поэт, переводчик, эссеист.
- 2008 — Евгений Шерстобитов (р. 1928), советский и украинский кинорежиссёр, сценарист и писатель.
- 2011 — убит Муаммар Каддафи (р. 1942), ливийский государственный и военный деятель, глава Ливийской Джамахирии.
- 2012 — Эдвард Донналл Томас (р. 1920), американский врач-трансплантолог, лауреат Нобелевской премии (1990).
- 2013 — Лоуренс Клейн (р. 1920), американский экономист, лауреат Нобелевской премии (1980).
- 2017 — Федерико Луппи (р. 1936), аргентинский и испанский актёр театра, кино и телевидения.
- 2018 — погибла Марина Поплавская (р. 1970), украинская актриса, продюсер, комик, режиссёр, педагог.
- 2020 
  - Джеймс Рэнди (наст. имя Рэндалл Джеймс Хэмилтон Цвинге; р. 1928), канадско-американский иллюзионист и научный скептик, писатель.
  - Ирина Скобцева (р. 1927), советская и российская актриса.

## Приметы
Сергий Зимний. Поговорка — Сергий зиму зачинает, инеем травы бьёт, а Матрёна зиме вспять повернуть не даёт.
- Если выпадет снег, когда деревья ещё не сбросили листву, он скоро растает[8].
- Если на Сергия октябрь снегом покроется, то к Матрёне (22 ноября) зима встанет на ноги.
- Настоящей зимы нужно ждать через месяц, если снегом укроет землю на Сергия, ибо с Сергия начинается, а с Матрёны устанавливается зима.
- Первый прочный снег падает ночью, а дневной вовсе не лежит[9].